# Bogie jacobs

Schéma de Principe du bogie jacobs (en haut).

Le bogie jacobs (on trouve également les orthographes jacob, jakob et jakobs, avec ou sans majuscule) est un type de bogie utilisé sur les rames articulées de trains et tramways. Son nom lui vient de Wilhelm Jakobs (1858-1942). 

## Description
Au lieu d'être aux extrémités sous une voiture de chemin de fer, les bogies jacobs sont placées entre deux caisses. Les voitures des deux côtés reposent sur le bogie. Un bogie supporte donc la charge de deux demi-voitures, alors qu'un bogie ordinaire supporte seulement la moitié d'une voiture. Les bogies doivent donc être plus robustes et avoir une capacité de freinage doublée.  Cette charge doublée peut cependant poser un problème. On est conduit à réaliser des voitures en aluminium afin de respecter la charge par essieu. Le nombre de bogies étant divisé par deux, le devis de poids global  est cependant réduit.
Dans le cas de voitures à deux niveaux ou de fret volumineux, l'encombrement beaucoup plus réduit d'un seul bogie permet d'abaisser le seuil du plancher, d'augmenter la capacité volumique et de respecter le gabarit. 
Un inconvénient des véhicules utilisant les bogies jacobs est qu'ils ne peuvent être séparés qu'en atelier.

## Trains munis de bogies Jacobs
Le bogie Jacobs a été utilisé dès les années 1920 en Angleterre, aux États-Unis (1934), sur l'ETR 200 en Italie (1937).
Pour sa banlieue de Paris, le réseau nord a conçu dans les années 1930 deux ensembles articulés de deux et trois voitures proches de ses voitures dites "métro". L'ensemble de trois voitures ne pesait que 76 tonnes au lieu des 129 tonnes de trois voitures ordinaires pour une capacité presque équivalente. Ce gain de masse considérable tient aussi à l'utilisation d'alliages d'aluminium évoqué plus haut. 
Dans les années 1960, tous les pays socialistes ont utilisé des ensembles articulés de deux à quatre caisses à deux étages. Pour résoudre le problème de surcharge, le constructeur n'ayant pas encore la technologie des profilés d'aluminium, ces ensembles ont été montés sur des boggies à trois essieux et les caisses raccourcies.  
Les progrès technologiques ont poussé à utiliser massivement l'articulation des véhicules, génératrice de diminution de poids. Sont dotés de bogies Jacobs, l'Alstom LHB Coradia LINT, le Bombardier Talent, le DBAG série 425, le Odakyu Romance, la rame Stadler FLIRT, l'ETR 220 et nouvellement l'EC 250 de Stadler ainsi que des tramways.

## Le TGV n'est pas équipé de boggies Jacobs
Comme il est expliqué plus haut, le boggie Jacobs se caractérise par les quatre appuis-caisse permettant à deux caisses adjacentes d'être supportées par un seul boggie.  
Ce n'est pas le cas du TGV. En effet, le boggie intermédiaire du TGV ne comporte que deux appuis, sur lesquels repose une caisse. La caisse adjacente repose non pas sur le boggie, mais sur un crochet très solide fixé sur le dossier. De cette façon, le boggie est libre de ses mouvements et n'est pas influencé par le lacet de caisses qui a tendance à mettre un boggie Jacobs en travers de la voie du fait de ses appuis forcément décentrés.
Cette solution vaut quelquefois aux remorques TGV le qualificatif de semi-remorques  par analogie avec le matériel routier. En fait, une caisse de TGV repose sur trois points et non quatre. Son propre boggie avec deux ressorts, et le crochet de la remorque précédente. Cette solution a depuis été adoptée entre autres par Stadler pour les Z 850 de la ligne Martigny-St-Gervais, ainsi que par Alstom pour les Regio Citadis, pour lesquels la caisse centrale, posée classiquement sur deux boggies est encadrée par deux semi-remorques.

## Photos de bogies jacobs et d'une semi-remorque ferroviaire

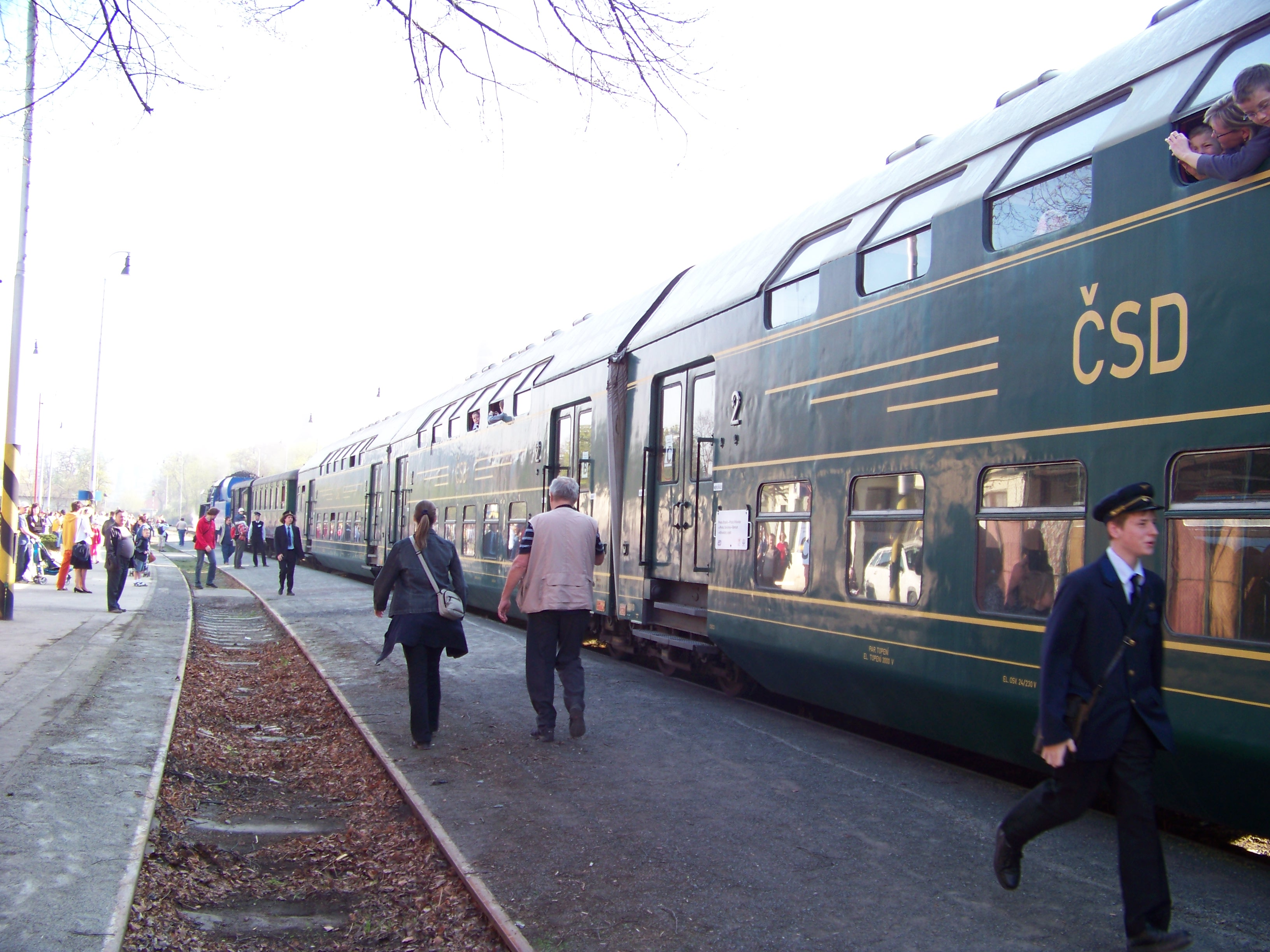
ensemble articulé, train historique des ČSD : voir le boggie à 3 essieux
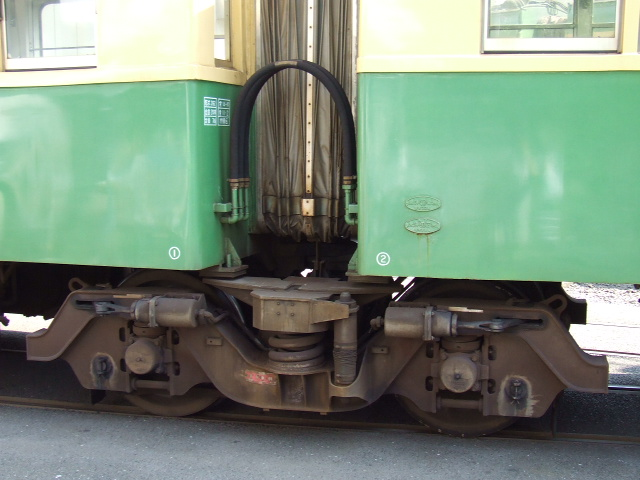
Bogie Jacobs sous une rame EER 300.
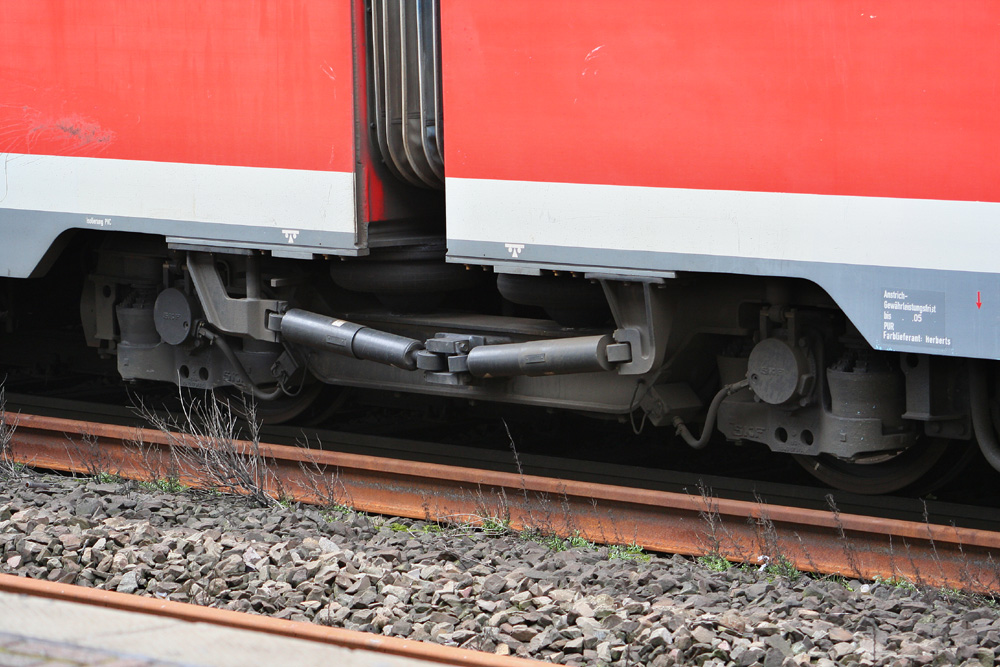
Bogie Jacobs sous une rame DBAG série 425.
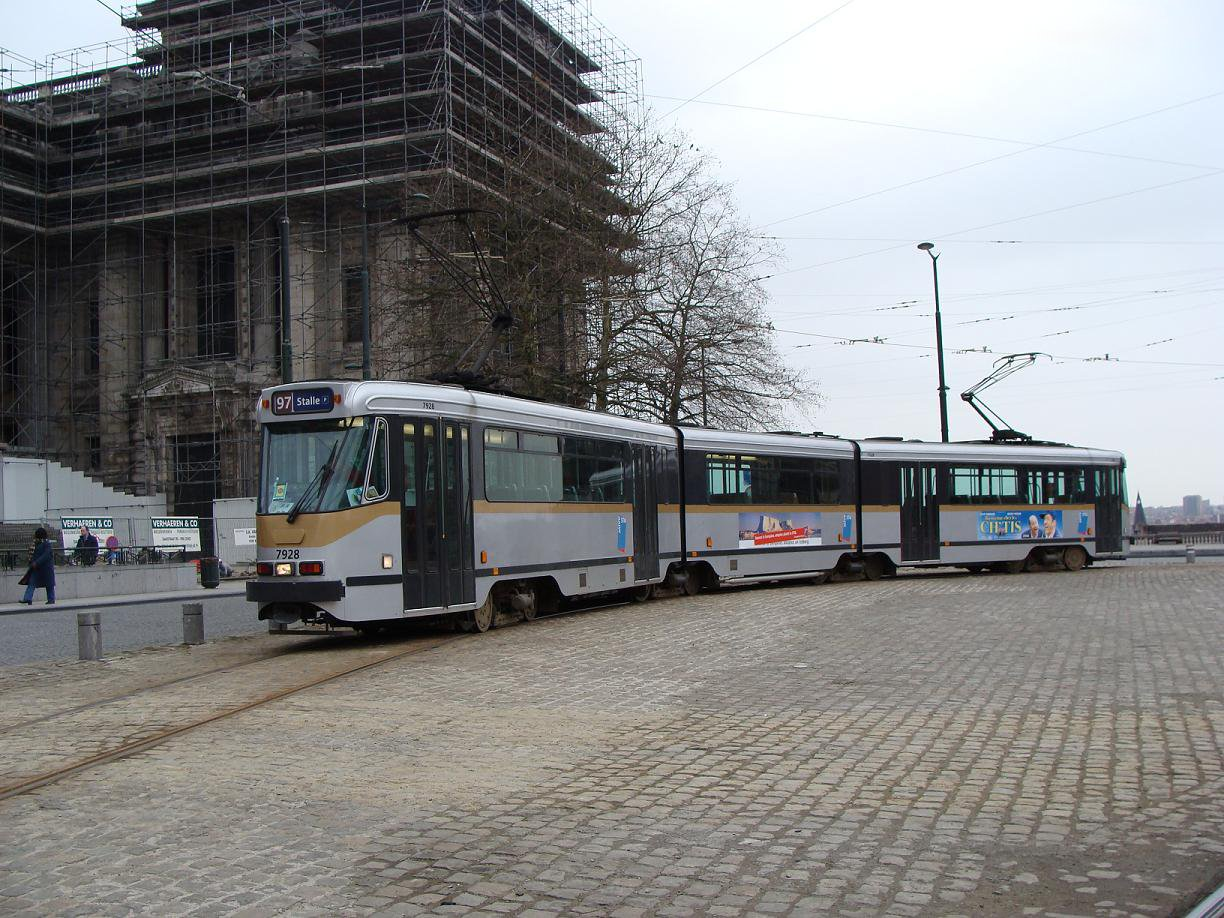
Tram PCC 7900 équipé de bogies Jacobs
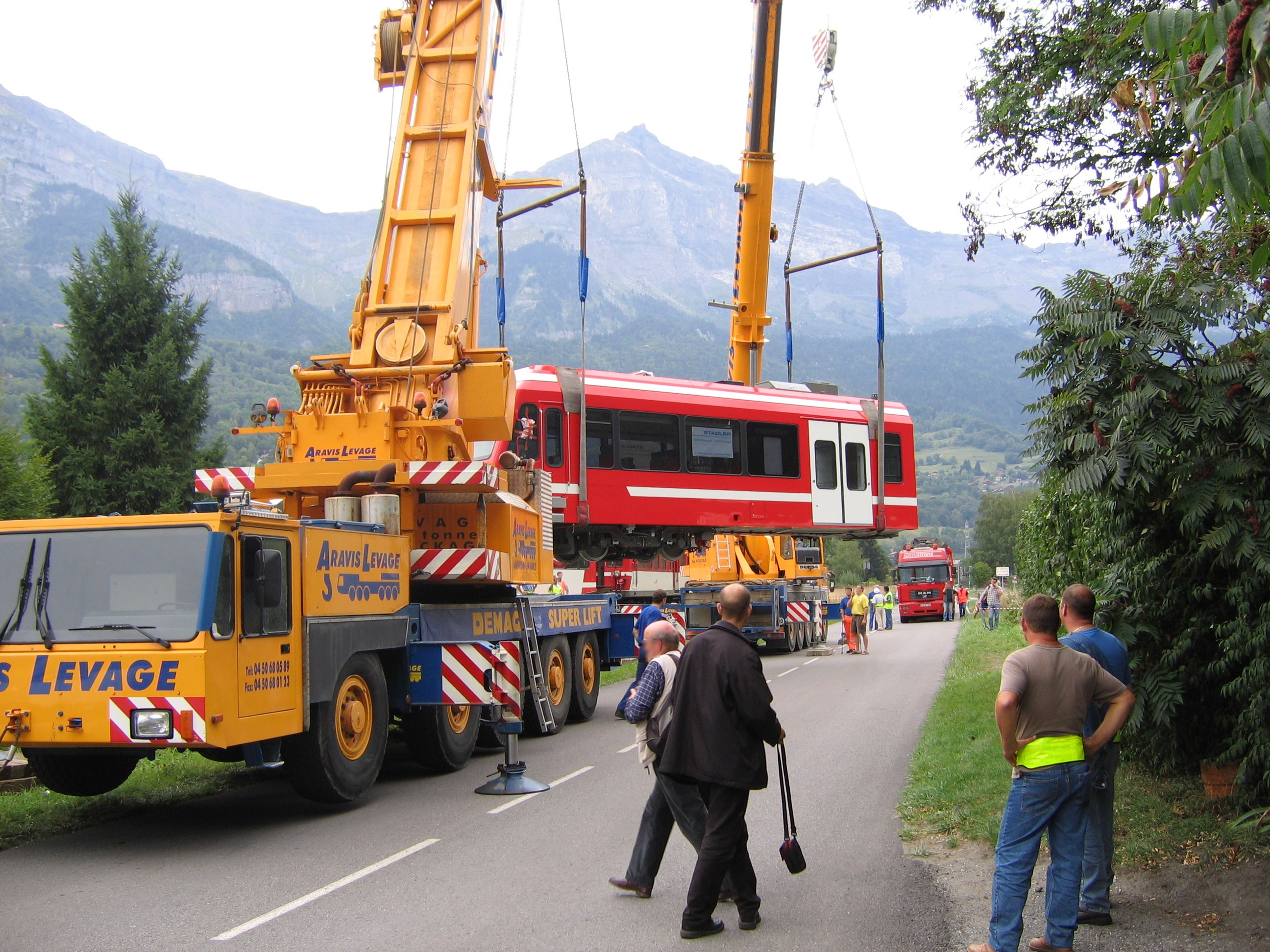
Semi-remorque de Z 850